# Tellervo kuchingana
Tellervo kuchingana är en fjärilsart som beskrevs av Dudley Moulton 1925. Tellervo kuchingana ingår i släktet Tellervo och familjen praktfjärilar. Inga underarter finns listade i Catalogue of Life.